# Шарика Епс
Шарика Епс (Бруклин, 11. јул 1989) америчка је глумица. Она је најпознатија по томе што је глумила у филму Хаф Нелсон из 2006. године, заједно са Рајаном Гослингом. За своју улогу у филму освојила је награду Независни дух за најбољу главну женску улогу.

## Живот и каријера
Након што су њене способности запажене у средњој школи, Епсова је глумила у нискобуџетном кратком филму Гованус, Бруклин заједно са Матом Кером, играјући улогу „Дреј”, средњошколке. Тај кратки филм је освојио награду за снимање кратког филма на „Санданс филмском фестивалу” 2004. године.
Успех Говануса у Бруклину довео је до дугометражног играног филма Хаф Нелсон. Објављена 11. августа 2006. године, прича се односи на учитељицу средње школе у центру града која се спријатељи са једним од својих ученика након што је открила да он завистан од дроге. Епсова је поновила своју улогу као „Дреј”, а улогу учитељице заменио је Рајан Гослинг. У филму је такође глумила звезда у успону Ентони Меки.
За Хаф Нелсон, Епсова је освојила Готамову награду независног филма за најбољег глумца (2006); она је проглашена за најбољу споредну глумицу од стране Бостонског друштва филмских критичара (2006); освојила је WFCC награду за женска права на мушке улоге на додели награда Кругa женских филмских критичара (2006); и за најбољу женску улогу на додели награда Независног духа (2007). Епсова је такође добила номинације од Удружења филмских критичара; Савеза женских филмских новинара; награду Удружења филмских критичара Чикага; награду Друштва онлајн филмских критичара; награду Удружења филмских критичара Сент Луиса, САД и две номинације за награде Црног котура.
Епсова је 2007. године матурирала у средњој школи Бингхамтон у северном делу Њујорка, и похађала је SUNY Брум државни колеџ, где је дипломирала.
Године 2007, Епсова је глумила у филму Осми путник против Предатора 2 као Кендра иако је њен портрет Кендре скоро у потпуности изостављен из биоскопске верзије, као и оне за кућни видео. Остала је једна сцена у финалном резу, као статиста у Ганисон ресторану заједно са својим братом на екрану Мешаком Петерсом. Епсова се први пут појавила на ТВ-у у епизоди „Ред и закон: Одељење за специјалне жртве“ која је емитована 15. априла 2008, под називом „На тајном задатку“ као Ешли Тајлер. Године 2013, она је глумила у Америчком милкшејку заједно са Тајлером Росом и Џорџијом Форд.
У 2009, Шарика је пружила изговорене вокале на песмама „Интро” и „Вереволф Харт” са истоименог дебитантског албума Dead Man's Bones. Рајан Гослинг, који је глумио у филму Хаф Нелсон, један је од два члана Мртвачевих костију.
Епс тренутно живи у Њујорку.

## Филмографија

### Филм
| Година | Наслов                         | Улога         | Напомене      |
| ------ | ------------------------------ | ------------- | ------------- |
| 2004   | Гованус, Бруклин               | Дреј          | кратки филм   |
| 2006   | Хаф Нелсон                     | Дреј          |               |
| 2007   | Нил Касиди                     | Ани Гибсон    |               |
| 2007   | Осми путник против Предатора 2 | Кендра        | Некредитовано |
| 2009   | Победничка сезона              | Лиза Робинсон |               |
| 2010   | Узети моју душу                | Чандел Браун  |               |
| 2010   | Мајка и дете                   | Реј Ловренс   |               |
| 2011   | Викање до неба                 | Фатима Харис  |               |
| 2013   | Амерички милшејк               | Хенријета     |               |

### Телевизија
| Година | Наслов                                   | Улога       | Напомене                     |
| ------ | ---------------------------------------- | ----------- | ---------------------------- |
| 2008   | Ред и закон: Одељење за специјалне жртве | Ашли Тајлер | Епизода: „На тајном задатку” |
| 2020   | Бегунац                                  | Рони Лосон  | 2 епизоде                    |

## Награде и номинације
- Награде црног котура
  - 2007, Најбоља споредна глумица: Хаф Нелсон (номинована)
  - 2007, Најбољи продорни учинак: Хаф Нелсон (номинована)
- Бостонско удружење филмских критичара
  - 2007, Најбоља споредна глумица: Хаф Нелсон (победница)
- Награде Удружења телевизијских филмских критичара
  - 2007, Најбоља млада глумица: Хаф Нелсон (номинована)
- Чикашки филмски критичари
  - 2007, Новајлија са највећим потенцијалом: Хаф Нелсон (номинована)
- Награде Спирит
  - 2006, Најбоља женска главна улога: Хаф Нелсон (победница)
- Друштво онлајн филмских критичара
  - 2007, Најпродорнија перформанца: Хаф Нелсон (номинована)
- Удружење филмских критичара Ст. Луис пролаза
  - 2007, Најбоља споредна глумица: Хаф Нелсон (номинована)